# مهدی شمس
مهدی شمس (زادهٔ ۱۳۴۶خرمدره) از مدیران سابق کشتیرانی و متهم شماره دوم در پرونده بابک زنجانی پرونده نفتی است که به اتهام افساد فی الارض در جهت اخلال در نظام اقتصادی و مشارکت در کلاهبرداری یک و دو دهم میلیارد یورویی، ابتدا به اعدام محکوم شد. حکم اعدام وی سپس توسط دیوان‌عالی کشور نقض شد. مهدی شمس که نامش به عنوان متهم ردیف دوم در پرونده فساد نفتی مطرح است، خود را  استاد دانشگاه لندن، دکترای اقتصاد، متأهل دارای دو فرزند، دارای تابعیت مضاعف ایرانی انگلیسی و ساکن انگلیس معرفی کرده‌است.

## زندگی‌نامه
وی متولد ۱۳۴۶ است که از تاریخ ۱۷ اسفند سال ۱۳۹۳ در بازداشت به سر می‌برد و در جلسات رسیدگی به دادگاه متهمین فساد نفتی،  بابک زنجانی  را در دادگاه همراهی می‌کرد. 
اتهامات شمس بنا به قرائت کیفرخواست عبارت است از افساد فی الارض در جهت اخلال در نظام اقتصادی، مشارکت در کلاهبرداری یک و دو دهم میلیارد یورویی. 
همچنین پولشویی و مشارکت در عواید حاصل از جرم به مبلغ یک میلیارد و 200 میلیون یورو و پولشویی و مشارکت در عواید حاصل از کلاهبرداری شرکت نیکو به مبلغ 767 میلیون و 500 هزار یورو از اتهامات عنوان شده وی در کیفرخواست است. 

## همکاری با بابک زنجانی برای فروش محموله‌های نفتی
در جریان سومین جلسه رسیدگی به پرونده فساد نفتی در صبح روز ۱۳ مهر ۱۳۹۴ خورشیدی، معاون دادستان تهران پس از قرائت کیفرخواست بابک زنجانی، کیفرخواست مهدی شمش را نیز قرائت کرد. در این کیفر خواست آمده‌است: آقای مهدی شمش متعهد شده تا تمام محموله‌های نفتی را بفروشد و از بابک زنجانی درصد بگیرد اما در عمل فقط ۴۰۰ میلیون دلار به بابک زنجانی می‌پردازد و الباقی را پس نمی‌دهد. در سال ۱۳۹۱ آقای مهدی شمس، یک ایمیل از بابک زنجانی دریافت می‌کند که در آن ایمیل آمده‌است: 
 «آقای شمس سعی کردم نامه‌نگاری نداشته باشم اما نتوانستم خودم را نگه دارم». شما برخلاف ظاهرتان فرد خداشناسی نیستید. یادم هست گفتید ۳۳ میلیون دلار به ایرباس داده‌اید اما من را بدهکار نگه داشتید و حالا برنده ماجرا هستید و به همه جا رسیدید. این روزها می‌گذرد اما من ساکت نخواهم ماند. در ضمن پول‌های بارهای نفتی را هم که گرفتید را ندادید و هواپیماهای آر جی هم هنوز گیر هستند و هواپیمای ۳۲۰ هم که معلوم نیست پولش را چکار کردید. شما و خانوادتان زندگی خوبی نخواهید داشت.

در جلسه مورخ ۲۱ بهمن ۱۳۹۴ دادگاه رسیدگی به پرونده متهمان نفتی در شعبه ۱۵ دادگاه انقلاب تهران به ریاست   قاضی صلواتی، مهدی شمس در پاسخ به اظهارات روز گذشته وکیل شرکت نفت که گفته بود: «در آن شرایط شرکت نفت به اشخاص حقیقی و حقوقی بسیاری نفت فروخته‌است.» گفت: 
 «این مطلب کذب محض است و به جز چینی‌ها که نفت خام را دولت به دولت می‌خریدند، هیچ‌کس نفت ایران را نمی‌خرید و با یک نگاه سطحی در اینترنت کاملاً مشخص است که از ژوئیه ۲۰۱۲ تا دسامبر ۲۰۱۲ کسی وارد حوزه نفتی ایران نشده است. «معتقدم مجموعه نفت در آن زمان سر زنجانی کلاه گذاشت زیرا کسی حاضر نبود از ایران نفت بخرد، خرید نفت از ایران در آن شرایط حماقت می‌خواست چون فشارها بسیار زیاد بود و کشتی‌های نفت‌کشی دیده نمی‌شدند و مشکلات عملیاتی و جریمه‌های سنگین بسیاری وجود داشت».

## عدم واریز وجوه حاصل از فروش محموله‌های نفتی به حساب «اچ کی»
نماینده دادستان تهران در جلسه صبح روز ۱۷ تیر ۱۳۹۶ دادگاه پرونده فساد نفتی در شعبه ۲۸ دادگاه انقلاب گفت: مطابق با یکی از ایمیل‌های ارسال شده از مهدی شمس به بابک زنجانی، مهدی شمس موفق می‌شود تا ۴۰۲ میلیون دلار از پول نفت را دریافت کند. بنابر اظهارات بابک زنجانی، مهدی شمس موفق شده که محموله‌های نفتی را بفروشد ولی عواید حاصل از فروش نفت را به جای واریز به حساب «اچ کی» در جای دیگری هزینه کرده‌است. نماینده دادستان تهران در ادامه افزود: مهدی شمس، عواید حاصل از فروش نفت را به دلخواه خود هزینه کرده‌است، به‌طوری‌که مبلغ ۲۳۵ میلیون دلار بابت خرید سهام شرکت «اونوایر»، مبلغ ۳۳ میلیون دلار بابت خرید هواپیما، ۲۹ میلیون دلار بابت خرید سه فروند ایرباس ۳۲۰، ۲۵ میلیون دلار بابت خرید ۵ فروند هواپیمای آرجی، ۵۰ میلیون دلار بابت نگهداری محموله‌ها برای علیرضا زیباحالت‌منفرد، ۵۰ میلیون دلار جهت هزینه‌های کشتی‌ها و همچنین ۱۰۰ میلیون دلار به حساب‌های مختلف بنکرز هزینه کرده‌است. نماینده دادستان تهران در این جلسه تصریح کرد: برخی از مبالغ دریافت شده توسط مهدی شمس به شرح زیر است: بیش از یک میلیارد و ۲۸۳ میلیون دلار از شرکت نیکو، ۹ میلیون دلار از بانک فرث مالزی به خزانه‌داری ترکیه، ۱۴۰ میلیون درهم از منابع سایر مشتریان و ۵ میلیون یورو از طریق شرکت سورینت.